# No Son of Mine
No Son of Mine is een nummer van de Britse rockband Genesis. Het is de eerste single van hun veertiende studioalbum We Can't Dance uit 1991. Op 21 oktober dat jaar werd het nummer op single uitgebracht. 

## Achtergrond
De plaat gaat over een jongen die thuis misbruikt wordt en wegloopt van huis. Hij overweegt later om weer terug te keren naar huis om alles uit te praten, maar wordt door zijn vader afgewezen: "You're no son, you're no son of mine, you walked out, you left us behind."
Na vier jaar geen singles te hebben uitgebracht, werd het nummer een wereldwijde hit voor de mannen van Genesis. In hun thuisland, het Verenigd Koninkrijk, bereikte de single de 6e positie in de UK Singles Chart. 
In Nederland werd de plaat veel gedraaid op de landelijke radiozenders en werd een radiohit in de destijds twee hitlijsten. De plaat bereikte de 7e positie in de Nationale Top 100 en de 8e positie in de Nederlandse Top 40.
In België bereikte de plaat de 12e positie in zowel de voorloper van de Vlaamse Ultratop 50 als de Vlaamse Radio 2 Top 30.

## NPO Radio 2 Top 2000
| Nummer met noteringen in de NPO Radio 2 Top 2000 | '07  | '08 | '09  | '10 | '11  | '12  | '13  | '14  | '15  | '16  | '17  | '18  | '19  | '20  | '21  | '22  | '23  |
| ------------------------------------------------ | ---- | --- | ---- | --- | ---- | ---- | ---- | ---- | ---- | ---- | ---- | ---- | ---- | ---- | ---- | ---- | ---- |
| No Son of Mine                                   | 1649 | -   | 1213 | -   | 1260 | 1135 | 1128 | 1107 | 1416 | 1503 | 1468 | 1805 | 1827 | 1955 | 1827 | 1752 | 1976 |

1. ↑  Een '-' betekent dat het nummer niet was genoteerd en een vetgedrukt getal geeft de hoogste notering aan.
2. ↑  2007 was het eerste jaar met een notering voor dit nummer.
3. ↑  Deze tabel is bijgewerkt tot en met de meest recente editie (2024).